# Magten og æren (film)
Magten og æren (originaltitel The Fugitive) et er amerikansk-mexicansk drama fra 1947, instrueret af John Ford med Henry Fonda i hovedrollen. Filmen er baseret på den engelske forfatter Graham Greenes roman Magten og æren (originaltitel The Power and the Glory).

## Handlingen
En præst uden navn er på flugt i et latinamerikansk land, hvor religion er forbudt. En anden flygtning, en morderisk bandit kaldet "El Gringo" ankommer til byen. Han og en smuk indiansk kvinde går sammen om at hjælpe præsten med at flygte. Da præsten er kommet i sikkerhed, overtales han af en politistikker til at vende tilbage til byen, da han bliver bildt ind, at "El Gringo" ligger for døden og ønsker den sidste olie. Præsten bliver taget til fange og dømmes til døden, men han tilgiver stikkeren, der forrådte ham. Præstens død fører til stor sorg blandt indbyggerne og demonstrerer for myndighedrne, at man ikke kan udrydde religionen, så længe den eksisterer i folks hjerter og tanker.